# All-rounder (kolarstwo)

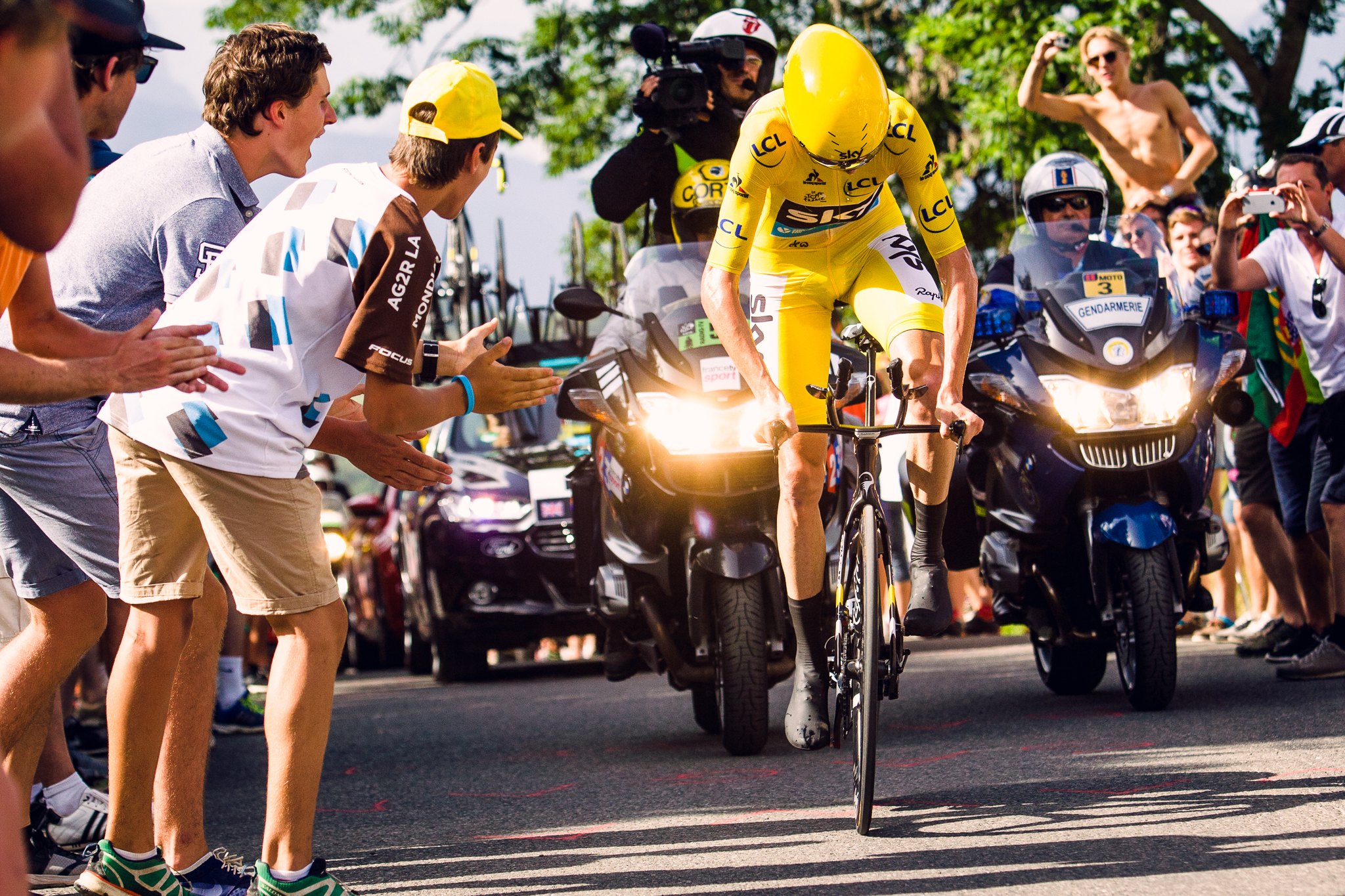
Chris Froome w żółtej koszulce w czasie górskiego etapu jazdy na czas

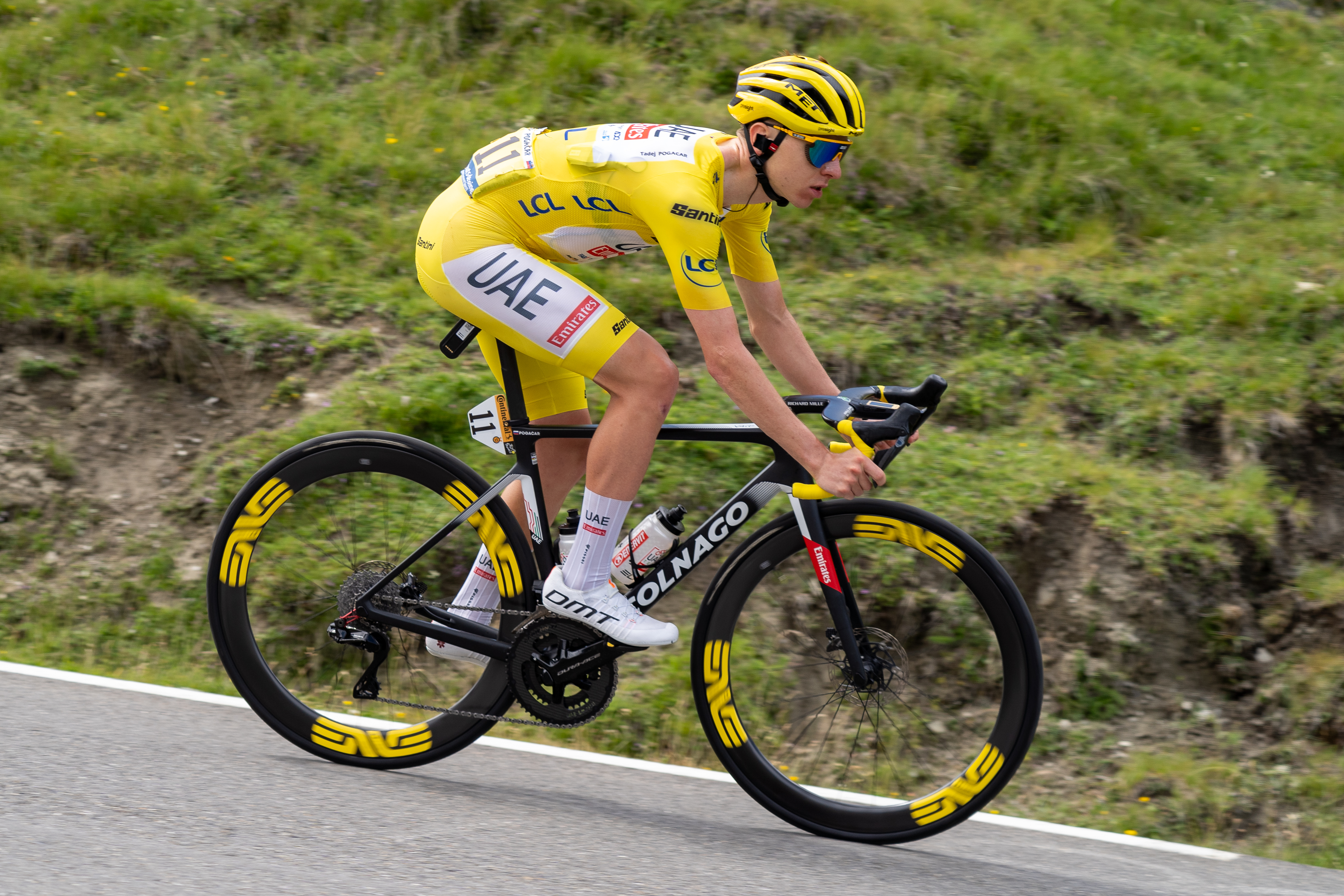
Tadej Pogačar

All-rounder – typ zawodnika w kolarstwie szosowym. All-rounder specjalizuje się w walce o miejsca w klasyfikacji generalnej i jest uznawany za kolarza wszechstronnego. 
Taki kolarz ma zrównoważony profil mocy i potrafi walczyć na krótkich, średnich i długich dystansach, potrafi utrzymywać wysoką moc przez długi czas (jak czasowiec), umie generować znaczną moc na krótkich dystansach (co pozwala na walkę na finiszach i stromych podjazdach), dysponuje dobrą wydolnością beztlenową (pozwala na podejmowanie powtarzających się wysiłków o wysokiej intensywności), potrafi jeździć w każdym terenie i jest nadzwyczaj wytrzymały. Zazwyczaj all-rounderzy są wyżsi i ciężsi od typowych górali, co pomaga im walczyć w jeździe na czas.
All-rounderzy specjalizują się przede wszystkim w łączeniu doskonałej jazdy na czas (niczym czasowcy) oraz świetnej jazdy po górach (niczym górale), czyli w rywalizacji w specjalnościach, w których zazwyczaj tworzą się największe różnice czasowe pomiędzy zawodnikami. Mają również dobre umiejętności sprinterskie.W czasie etapów, jako liderzy swojej drużyny, są wspierani przez swoich pomocników. Należą do głównych pretendentów w walce o czołowe miejsca w klasyfikacji generalnej wielkich tourów. 
Walczą przede wszystkim na wyścigach etapowych (zwłaszcza wielkich tourach) o miejsce w klasyfikacji generalnej, pagórkowatych wyścigach jednodniowych czy wyścigach takich jak Strade Bianche. Do all-rounderów zaliczani są np. Chris Froome, Eddy Merckx, Vincenzo Nibali, Tom Dumoulin, Tadej Pogacar, Remco Evenepoel, Jonas Vingegaard, Primoz Roglic, Michał Kwiatkowski czy Joao Almeida. Wśród kobiet są to choćby Katarzyna Niewiadoma czy Demi Vollering.
Poza tym all-rounderami bywają również nazywani kolarze, którzy niekoniecznie walczą o miejsca w klasyfikacji generalnej, jednak osiągają równe, bardzo wysokie wyniki, we wszelkich specjalnościach (w sprintach, wyścigach jednodniowych, jeździe na czas, wyścigach wieloetapowych, wspinaczce górskiej i wyścigach pagórkowatych). Do takich kolarzy zalicza się choćby Wouta van Aerta, Mathieu van der Poela, Aleksieja Łucenkę, Diego Ulissiego czy Michaela Matthewsa.